# Con Trust
Con Trust – album zespołu Artrosis wydany 2 października 2006 roku nakładem wytwórni Mystic Production.
Album zawiera teledysk do piosenki "Tym dla mnie jest". Fotografie wykonały Aleksandra Tylińska i Monika Tarwacka. Projektem graficznym zajął się Marcin "Czarny" Jędrzejczak.

## Lista utworów
Źródło.
1. "Tym dla mnie jest" – 4:36
2. "Nie chce nigdy czuć jak ty" – 4:43
3. "W półśnie" – 4:42
4. "Był jak diament" – 4:35
5. "Cały obcy mi" – 4:07
6. "Nie oceniaj" – 4:32
7. "Tak było, jest i będzie" – 3:03
8. "Con Trust" – 3:32
9. "Wiesz tylko ty i on (cz. I)" – 5:14
10. "Wiesz tylko ty i on (cz. II)" – 7:25

## Twórcy
Źródło.
- Magdalena Stupkiewicz – produkcja muzyczna, instrumenty klawiszowe, śpiew
- Łukasz Migdalski – produkcja muzyczna, miksowanie, mastering, instrumenty klawiszowe
- Krystian Kozerawski – produkcja muzyczna, gitara
- Remigiusz Mielczarek – gitara basowa
- Konrad Biczak – perkusja